# Synagoga w Kazimierzu Dolnym

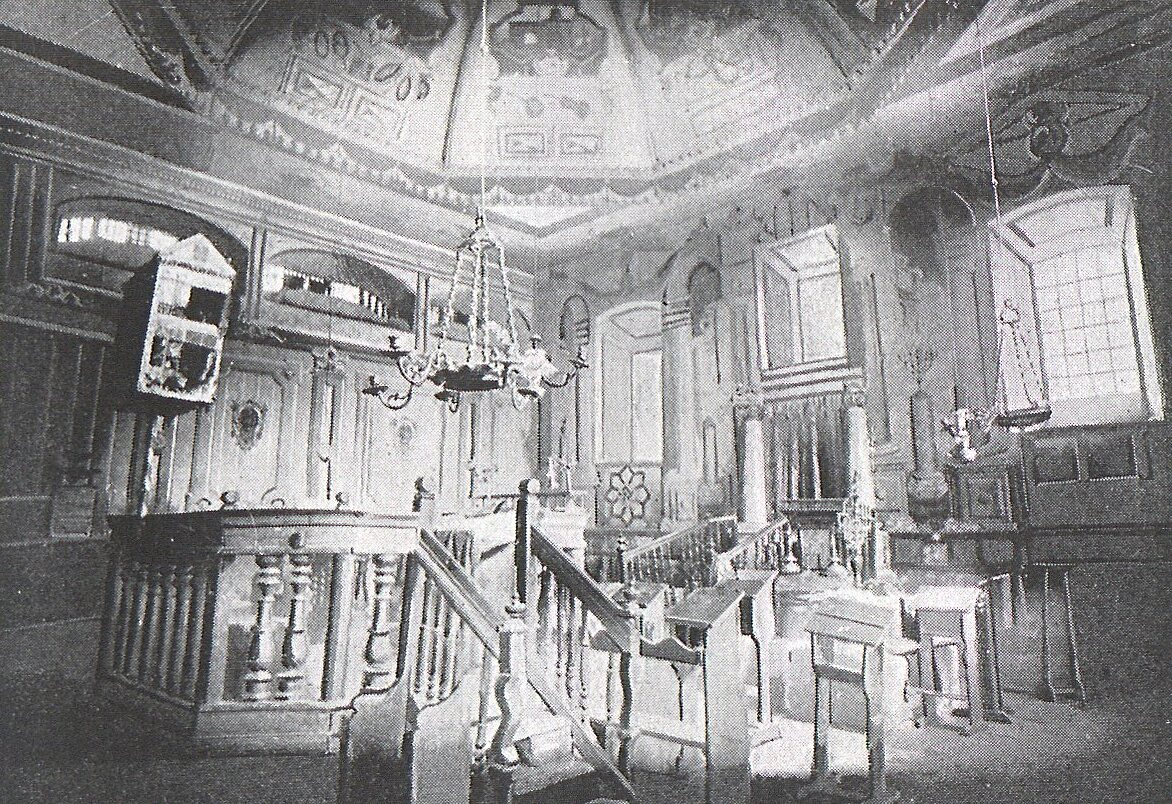
Wnętrze synagogi, około 1901

Synagoga w Kazimierzu Dolnym – zbudowana w drugiej połowie XVIII w., przy obecnej ulicy Lubelskiej 4. Podczas II wojny światowej zamknięta przez hitlerowców w 1939 przetrwała do ostatnich dni okupacji w doskonałym stanie. Po przybyciu frontu do miasta w 1944, wojsko niemieckie, a potem polska ludność doszczętnie zdewastowali synagogę. Po wojnie budynek synagogi stał opuszczony i popadał w ruinę. W 1953 budynek bożnicy odbudowano i gruntownie wyremontowano wg projektu Karola Sicińskiego, przeznaczając ją na salę kinową. W 2003 kino zostało zamknięte. W budynku urządzono księgarnię z wydawnictwami o tematyce żydowskiej i pokoje do wynajęcia. W sali głównej na parterze latem odbywają się koncerty i pokazy filmowe. Obecnym właścicielem jest warszawska gmina żydowska.

## Opis
Murowany z lokalnego kamienia wapiennego budynek synagogi wzniesiono na planie prostokąta (14,8 na 16,9 m) w stylu późnobarokowym. W południowo-zachodniej części bożnicy znajduje się główna sala modlitewna o wymiarach w świetle ścian 11,5 x 10,0 m, zagłębiona o kilka stopni w stosunku do otaczającego terenu, a od strony północnej – babiniec. Salę przykrywała ośmioboczna, drewniana kopuła. Miała kształt czaszy złożonej z ośmiu oddzielonych żebrami trójkątów sferycznych. Dawniej wnętrza synagogi zdobione były bogatą polichromią naścienną oraz sklepieniową, przedstawiającą m.in.: Ścianę Płaczu w Jerozolimie, Grób Racheli oraz zwierzęta. Podczas remontu z 1953 zrekonstruowano ośmioboczne sklepienie, jednak bez dekoracji oraz zamurowano arkady, które ponownie przebito w 1995. Do dziś zachowało się sklepienie przedsionka oraz zegar słoneczny znajdujący się na bocznej ścianie budynku.
Aron ha-kodesz na ścianę wschodniej tworzyła wnęka ujęta w dwie kolumny połączone górą cienkim gzymsem. Bima zlokalizowana na ośmiobocznym podium otoczonym balustradą z drewnianych tralek.
Na zewnętrznej południowej ścianie synagogi jest umieszczona tablica pamiątkowa o treści: „Ku czci trzech tysięcy polskich obywateli żydowskiej narodowości, dawnych mieszkańców Kazimierza Dolnego, zamordowanych przez okupanta hitlerowskiego w czasie II wojny światowej”.

## Legenda
O synagodze istnieje legenda mówiąca, że bożnicę miał ufundować sam król Kazimierz Wielki jako dar dla swojej ukochanej Esterki za urodzenie dwóch synów, Niemira i Pełkę. Kamienie na budowę miały pochodzić ze Ściany Zachodniej w Jerozolimie, a parochety podobno uszyła sama Esterka.